# Glenn O’Shea
Glenn O’Shea (ur. 14 czerwca 1989 w Swan Hill) – australijski kolarz torowy i szosowy, wicemistrz olimpijski oraz wielokrotny medalista torowych mistrzostw świata.

## Kariera
Pierwszy sukces w karierze Glenn O’Shea osiągnął w 2007 roku, kiedy zdobył złote medale mistrzostw świata juniorów w drużynowym wyścigu na dochodzenie i omnium. W latach 2007–2011 zdobywał złote medale mistrzostw Australii, w tym trzykrotnie w madisonie. W 2012 roku brał udział w mistrzostwach świata w Melbourne, gdzie wspólnie z Jackiem Bobridge'em, Michaelem Hepburnem i Rohanem Dennisem wywalczył srebrny medal w drużynowym wyścigu na dochodzenie. Na tych samych mistrzostwach O’Shea zwyciężył w omnium, wyprzedzając bezpośrednio Kanadyjczyka Zachary’ego Bella i Duńczyka Lasse Normana Hansena. Parę miesięcy później wystąpił na igrzyskach olimpijskich w Londynie razem z Bobridge'em, Hepburnem i Dennisem zajął drużynowo drugą pozycję, a indywidualnie rywalizację w omnium zakończył na piątej pozycji. Kolejne dwa medale zdobył podczas mistrzostw świata w Mińsku. W omnium był tym razem trzeci za Nowozelandczykiem Aaronem Gate'em i Lasse Normanem Hansenem, a w drużynowym wyścigu na dochodzenie reprezentacja Australii w składzie: Glenn O’Shea, Alexander Edmondson, Michael Hepburn i Alexander Morgan była najlepsza. Drużynowe mistrzostwo świata ekipa Australii z O’Shea w składzie zdobyła również na mistrzostwach świata w Cali w 2014 roku.